# Protocollyris faceta
Protocollyris faceta is een keversoort uit de familie van de loopkevers (Carabidae). De wetenschappelijke naam van de soort is voor het eerst geldig gepubliceerd in 2005 door Naviaux and Cassola.